# Aurelia Mandziuk-Zajączkowska
Aurelia Mandziuk-Zajączkowska (ur. 1954 w Łodzi) – polska artystka sztuk wizualnych i animatorka kultury.

## Życiorys
Absolwentka ASP w Łodzi (dawniej PWSSP w Łodzi).
Zajmuje się tkaniną, tworzy obiekty i instalacje z pogranicza wielu dziedzin sztuki. Swoje ostatnie prace zamyka w terminie „kontekstile”, wskazując na ich rodowód w tkaninie, a jednocześnie podkreślając otwarcie na kontekstualizm (sztuka kontekstualna).
Inspiracje czerpie z osobistych doświadczeń i relacji interpersonalnych.
Twórczyni i wieloletnia dyrektor PATIO Centrum Sztuki w Łodzi.
Współzałożycielka i członkini Stowarzyszenia Sztuka i Dokumentacja. W 2019 wybrana prezeska Stowarzyszenia. Członkini redakcji pisma Sztuka i Dokumentacja.
Jedna z założycielek i członkini grupy artystek Frakcja.
Jej prace prezentowano na 15 wystawach indywidualnych w Polsce i Niemczech oraz ponad 150 wystawach w Europie, USA i Azji. Inicjatorka i uczestniczka wielu międzynarodowych projektów artystycznych.
Wykładowczyni Akademii Sztuki w Szczecinie.